# مرغ مگس گلولعلی
مرغ مگس گلولعلی (نام علمی: Lamprolaima rhami) نام یک گونه از تیره مگس‌مرغان است.